# Piz de Cressim
Piz de Cressim är en bergstopp i Schweiz.   Den ligger i kantonen Graubünden, i den sydöstra delen av landet, 160 km sydost om huvudstaden Bern. Toppen på Piz de Cressim är 2 575 meter över havet, eller 291 meter över den omgivande terrängen. Bredden vid basen är 2,7 km.
Terrängen runt Piz de Cressim är huvudsakligen mycket bergig. Närmaste större samhälle är Bellinzona, 19,7 km väster om Piz de Cressim. 
I omgivningarna runt Piz de Cressim växer i huvudsak blandskog. Runt Piz de Cressim är det ganska tätbefolkat, med 56 invånare per kvadratkilometer.